# دفاکتو (پوشاک)
دفاکتو (به انگلیسی: DeFacto) یک شرکت خرده‌فروشی پوشاک در ترکیه است که در سال ۲۰۰۳ تأسیس شد. این شرکت دومین شرکت بزرگ پوشاک در ترکیه است که انتظار می‌رود فروش سالانه آن ۱۱ میلیارد لیره ترکیه در سال ۲۰۲۵ باشد. (حدود ۳۴۰ میلیون دلار آمریکا تا می ۲۰۲۴).
این شرکت در شهر استانبول، ترکیه مستقر است.